# 's-Heerenhoek
's-Heerenhoek es una localidad del municipio de Borsele, en la provincia de Zelanda (Países Bajos). Hasta el año 1970 tenía su propio municipio.

## Personajes famosos
- Jan Raas